# Tetana grisea
Tetana grisea är en insektsart som beskrevs av Brunner von Wattenwyl 1878. Tetana grisea ingår i släktet Tetana och familjen vårtbitare. Inga underarter finns listade i Catalogue of Life.